# Capão Bonito
Capão Bonito – miasto i gmina w Brazylii, w stanie São Paulo. Znajduje się w mezoregionie Itapetininga i mikroregionie Capão Bonito.